# Ndamba (langue)
Pour les articles homonymes, voir Ndamba.
Le ndamba est une langue bantoue parlée essentiellement en Tanzanie.